# Finnische Missionsgesellschaft

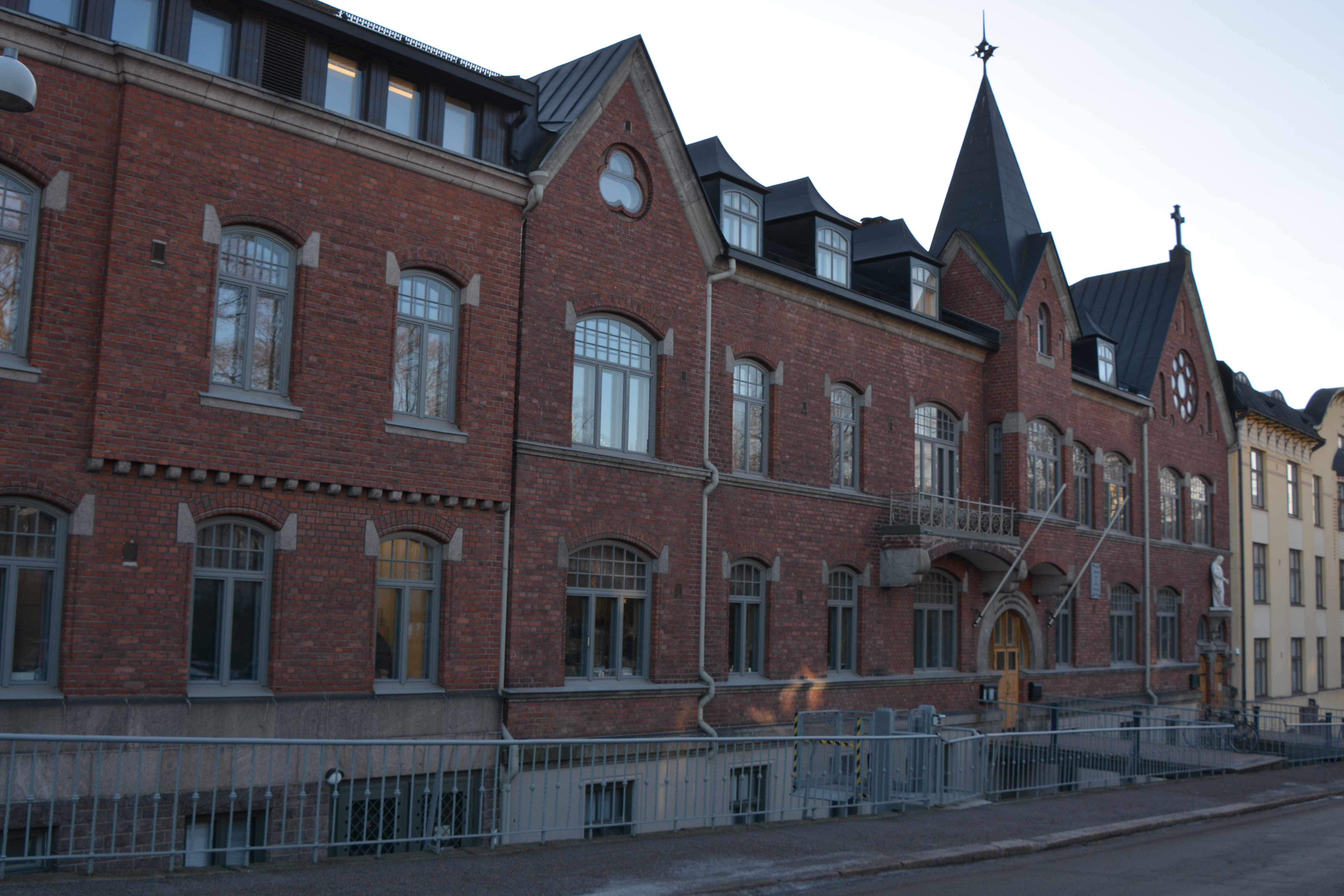
Missionskirche (Lähetyskirkko) in Helsinki

Die Finnische Missionsgesellschaft (finnisch Suomen Lähetysseura ry, englisch Finnish Evangelical-Lutheran Mission (FELM)) ist eine lutherische Missionsgesellschaft. Sie wurde am 19. Januar 1859 im finnischen Helsinki gegründet.

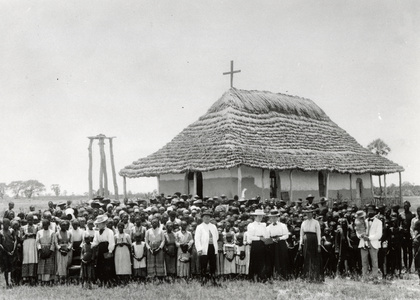
Martti Rautanen und die Gemeinde seiner Missionsstation in Olukonda (1899)

## Geschichte
Die Missionsgesellschaft entsandte 1861 den ersten Missionar nach Indien, wo die Tätigkeit aber nach drei Jahren bereits wieder eingestellt wurde. 1862 wurde in Helsinki eine Ausbildungsstätte für künftige Missionare gegründet, 1900 die Lähetyskirkko im Stadtteil Ullanlinna errichtet.
Ab 1869 spielte die Gesellschaft eine wichtige Rolle in der Missionsgeschichte in Namibia, wo ihr wichtigstes Missionsgebiet war. Die Missionare waren vor allem im Ovamboland aktiv. Aus dieser Arbeit ging die Evangelisch-Lutherische Kirche in Namibia hervor. Bekanntester finnischer Missionar war Martti Rautanen, der in Olukonda aktiv war und die dortige Missionsstation Nakambale (seit 1992 ein namibisches Nationaldenkmal) gründete.
Ab 1900 unterhielt die Missionsgesellschaft auch eine Missionsstation in der chinesischen Provinz Hunan. Ab 1912 betrieb sie auch Judenmission, zunächst in Europa, ab 1924 auch in Palästina. Weitere Missionsgebiete waren Angola, Tansania und Pakistan.

## Heutige Situation
Die Finnische Missionsgesellschaft ist heute der wichtigste Akteur der internationalen Arbeit der Evangelisch-Lutherischen Kirche Finnlands und zugleich eine Partnerorganisation des Außenministeriums der Republik Finnland, die einen Großteil der Arbeit finanziert. Sie verbindet kirchliche Arbeit im Sinne der klassischen Mission mit Entwicklungszusammenarbeit und der Arbeit für Frieden und Versöhnung.